# Terytorialność
Terytorialność – zachowania przestrzenne człowieka, związane z jego terytorium, a także relacje między otoczeniem materialnym a zachowaniami. Człowiek należy do istot żywych,  które ustalają swoje terytorium i bronią go przed zajęciem przez inne osobniki własnego gatunku (terytorializm). Przyjęcie orientacji własnościowej wobec przestrzeni polega na prostym zajęciu tej przestrzeni na stałe lub sporadycznie.

## Przykłady zachowań terytorialnych
- Ludzie jadący w pociągu mają poczucie, że przedział należy do nich. Udzielają odpowiedzi na pytanie "czy można tu usiąść?". Także samo pytanie związane jest z uczuciem, że narusza się "czyjąś" przestrzeń.
- Grupa rozmawiających osób zwykle tworzy okrąg lub półokrąg. Przestrzeń wewnątrz tego kręgu jest spostrzegana jako własność tej grupy. Obce osoby starają się nie przechodzić pomiędzy rozmawiającymi (nie naruszyć terytorium). W przypadku naruszenia tej przestrzeni intruz jest spostrzegany jak agresor.
- Ludzie czują się bardziej pewnie w swoim domu niż poza nim.
- Jeśli grupa ludzi zajmuje jakąś salę (np. w kinie, na konferencji czy na wykładzie), to osoba, która wchodzi do sali będzie starać się przemknąć niezauważona.
- Gangi tworzą obszary, które uważają za swoje i naruszenie ich przez inne grupy uważają za agresję ("agresja terytorialna").
- Kibice zwykle czują się gospodarzami w swoim mieście i gośćmi w mieście innej drużyny.
- Ludzie tworzą granicę państw, którą uważają za granicę "swojej ziemi". Przekroczenie takiej symbolicznej linii często rodzi emocje.
- Objawem zachowań terytorialnych jest skłonność do ogradzania (choćby symbolicznego) swojego terenu - np. działek, ogrodów itp.
- Patriotyzm.

## Zawłaszczanie przestrzeni
Przestrzeń zajmowana w ramach terytorium może być względnie przepuszczalna dla intruzów lub bardzo szczelna. Zależy to od:
- statusu osób w grupie, która zajmuje daną przestrzeń. Im wyższy status, tym trudniej naruszyć niewidzialne granice terytorium zajmowane przez grupę.
- rodzaju interakcji członków grupy. Jeśli grupa rozmawia, jest bardziej szczelna niż wtedy gdy tylko obserwuje (np. granice audytorium łatwiej naruszyć)
- odległości między osobami w grupie (im mniejsza, tym bardziej szczelne granice)
- liczby rozmówców

## Przestrzeń psychologiczna
Przestrzeń terytorialna nie jest jednolita. Istnieją miejsca wyróżnione w tej przestrzeni, mające szczególną "wartość". Osoby zajmujące takie miejsca są spostrzegane jako zajmujące wyjątkową pozycję w grupie, a miejsca te są uprzywilejowane.
Cytat (Ewangelia Łukasza 14:8-11): "Jeśli cię kto zaprosi na ucztę, nie zajmuj pierwszego miejsca, by czasem ktoś znakomitszy od ciebie nie był zaproszony przez niego. Wówczas przyjdzie ten, kto was obu zaprosił, i powie ci: Ustąp temu miejsca; i musiałbyś ze wstydem zająć ostatnie miejsce. Lecz gdy będziesz zaproszony, idź i usiądź na ostatnim miejscu. Wtedy przyjdzie gospodarz i powie ci: Przyjacielu, przesiądź się wyżej; i spotka cię zaszczyt wobec wszystkich współbiesiadników. Każdy bowiem, kto się wywyższa, będzie poniżony, a kto się poniża, będzie wywyższony."
Takie uprzywilejowane miejsca przy stole to miejsca szczytowe. Na tych miejscach siadają najważniejsze osoby. Obserwator ma także skłonność spostrzegać ludzi, którzy zajęli te miejsca jako osoby najważniejsze, dominujące. Z tego powodu także podczas negocjacji tworzy się niekiedy okrągły stół.
Okazuje się także, że ludzie obserwując odległości między osobami i ich usytuowanie między sobą są w stanie wnioskować jakie relacje wiążą te osoby (szerzej zobacz: dystanse personalne).

## Manipulowanie przestrzenią. Przestrzeń a osobowość
Na sposób używania przestrzeni wpływa relacja, w której pozostajemy z innymi osobami, zajmującymi tę przestrzeń, cechy osobowości oraz informacje i nastawienia jakie mamy wchodząc w interakcję z innymi osobami obecnymi w danej przestrzeni.
- Skłonności rywalizacyjne, relacja rywalizacji skłaniają ludzi do przybierania pozycji konfrontującej: zwykle twarzą w twarz lub naprzeciwko, jeśli siadają przy stole.
- Osoby kooperujące oraz mające skłonność do współpracy siadają zwykle "ramię w ramię" obok siebie przy stole.
- Relacja intymności i bliskości wytwarza się najłatwiej (jeśli chodzi o siedzenie przy stole), gdy dwie osoby siedzą wobec siebie pod kątem prostym (np. jedna zajmuje szczytowe miejsce przy stole, a druga siada blisko przy długiej krawędzi stołu.
- Skłonności do wycofywania się lub sytuacyjnie uwarunkowana niechęć do tworzenia relacji z drugą osobą wpływa na zajmowanie miejsca dalekiego przy stole, zwykle po ukosie.